# میشل نی
میشل نی (۱۰ ژانویه ۱۷۶۹–۷ دسامبر ۱۸۱۵) که به عنوان مارشال نی هم مشهور است، مارشال امپراتوری و فرمانده نظامی در جنگ‌های انقلاب فرانسه و جنگ‌های ناپلئونی بود. او یکی از ۱۸ مارشال بزرگ دورهٔ حکومت ناپلئون به‌شمار می‌رفت، منصبی که توسط ناپلئون اول ایجاد گردیده بود. نی از جانب سربازانش؛ لِه روژو یا سرخ چهره نامیده می‌شد. ناپلئون بعدها به وی لقب لوبغا دیو غا (شجاع‌ترین دلیران) اعطاء کرد به دلیل اینکه گفته می‌شود او آخرین سرباز فرانسوی بود که خاک روسیه را ترک کرد. او در ۱۸۱۵ میلادی پس از آنکه تلاش کرد شورشی علیه نیروهای سلطنت‌طلب ضد امپراتوری فرانسه به راه اندازد، اعدام شد.
مارشال نی در نبرد واترلو با سواره نظام تحت فرمانش، توپخانه انگلیسی‌ها را از کار انداخت. هر چند، این انتقاد به او وارد است که برای به‌کارگیری همان توپخانه علیه نیروهای انگلیسی اقدام قاطع و به موقعی به عمل نیاورد. در طول نبرد، ۵ اسب جنگی که وی سوار آنها بود کشته شدند. بسیاری از سربازان و ناظران گزارش دادند که نی، در جستجوی مرگ بود اما مرگ از او می‌گریخت.
پس از افول ستارهٔ اقبال ناپلئون و تبعید او به جزیره سنت هلن که مصادف با بازگشت حکومت سلطنتی بوربون‌ها و لوئی هجدهم در فرانسه بود، مارشال نی به اتهام خیانت توسط محکمه سلطنتی به تیرباران محکوم شد. وی از بستن چشم‌بند امتناع ورزید و دادگاه به او اجازه داد که خودش دستور شلیک برای جوخه را صادر نماید.

## نگارخانه

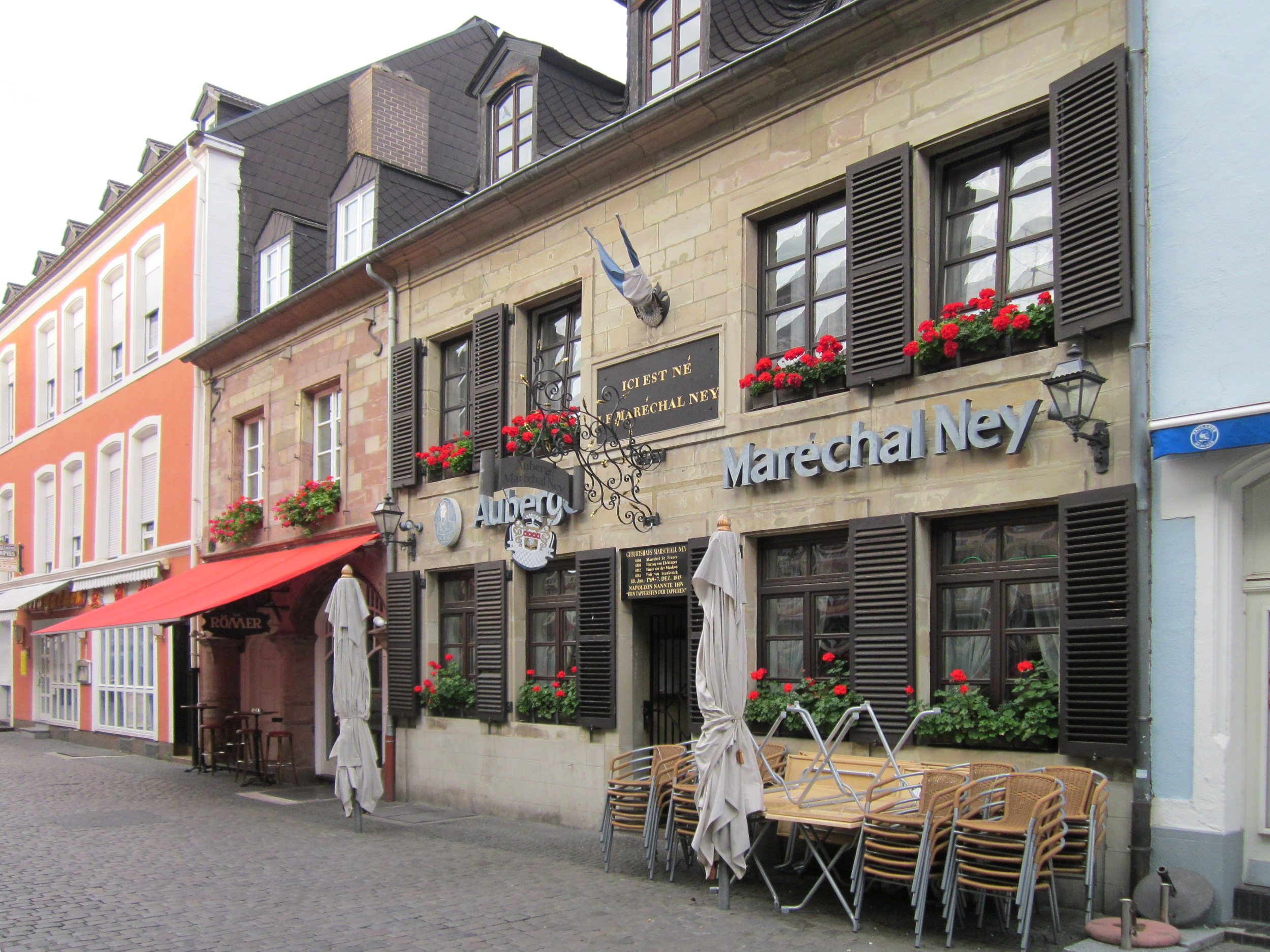
زادگاه میشل نِهْ در فرانسه امروزی
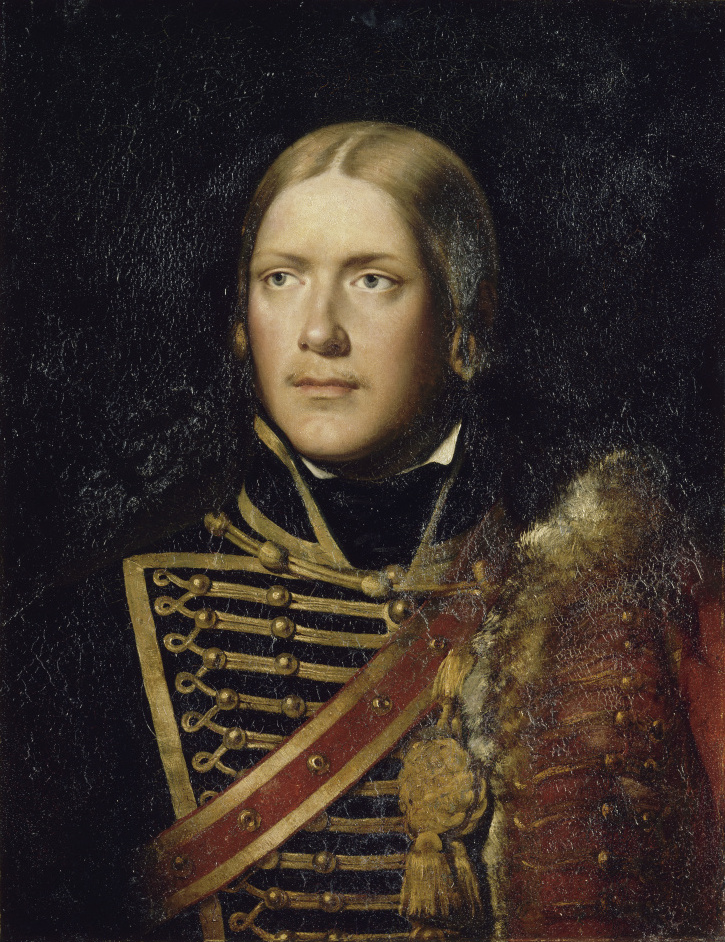
نِهْ در جوانی و حوالی ۱۷۹۲
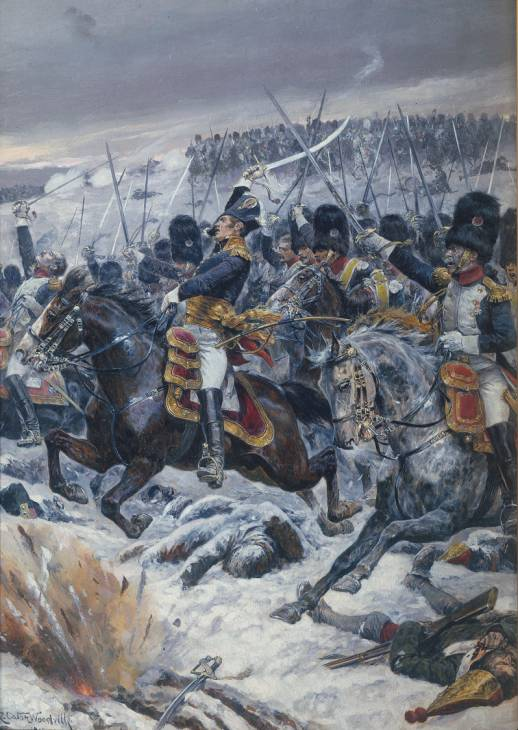
شارژ سواره‌نظام ژنرال نِهْ
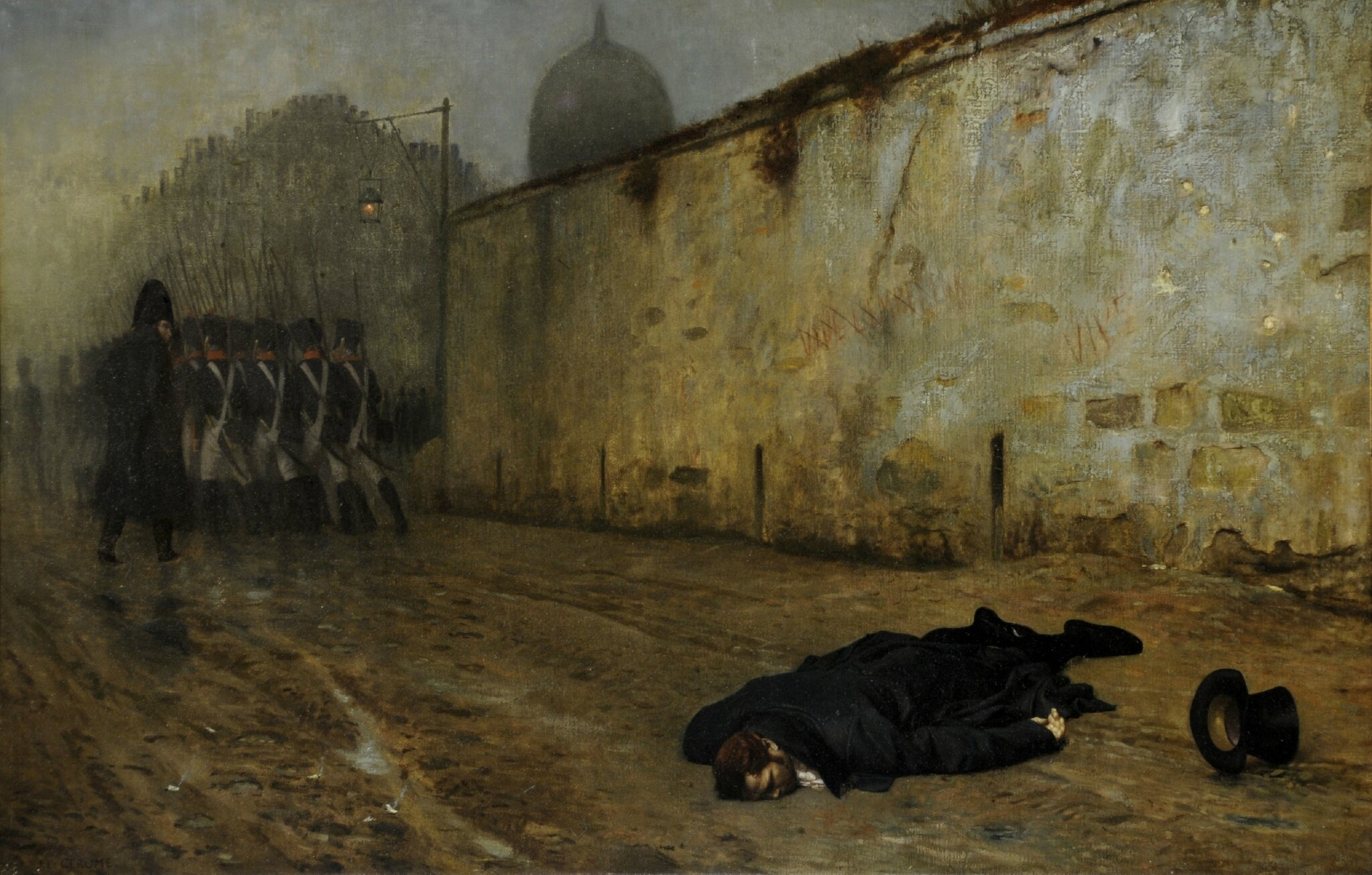
تیرباران مارشال نِی ۱۸۶۸ م. اثر ژان-لئون ژروم
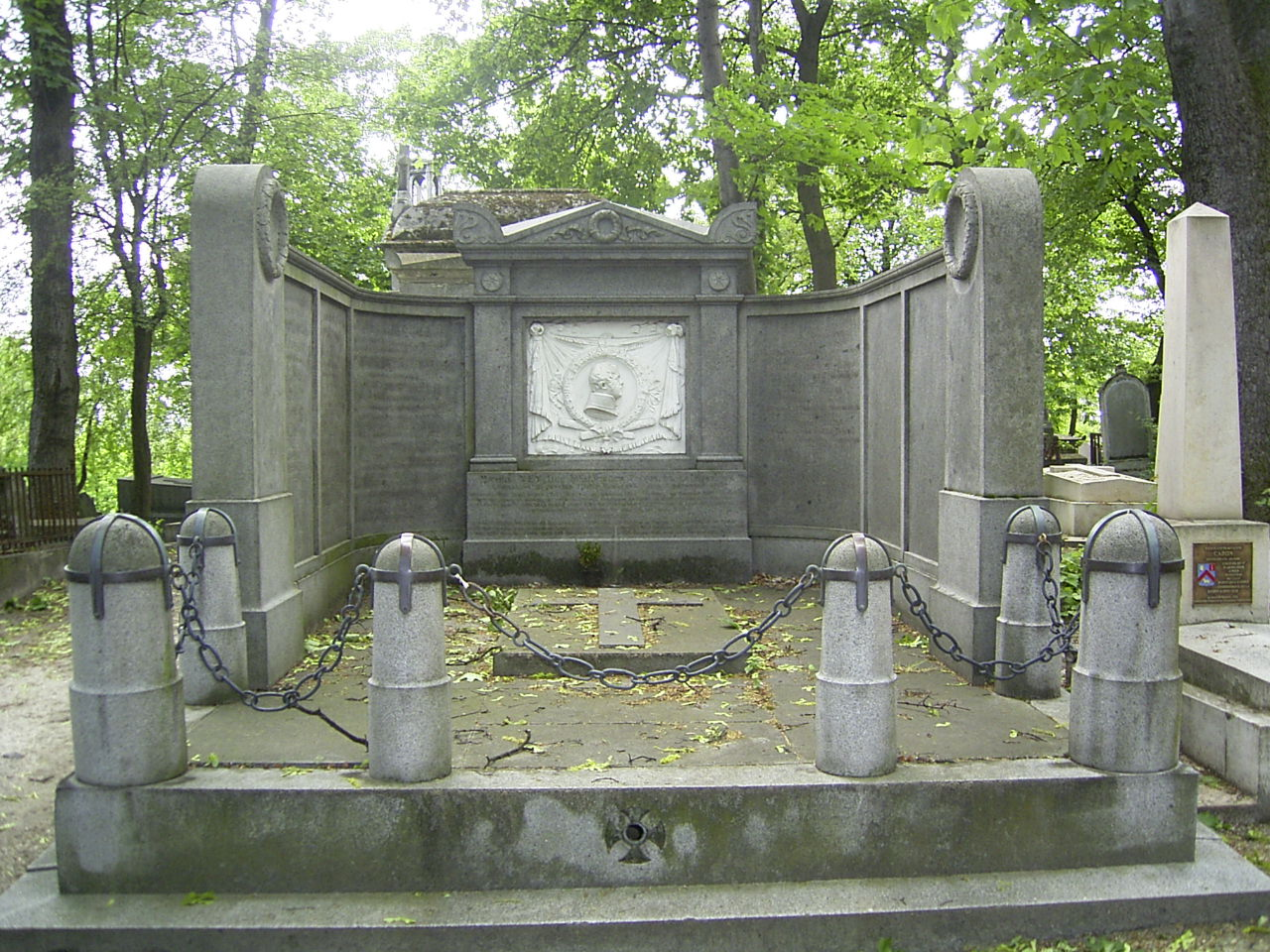
مقبره مارشال نِهْ